# Empis splendidella
Empis splendidella är en tvåvingeart som beskrevs av Frey 1953. Empis splendidella ingår i släktet Empis och familjen dansflugor. Inga underarter finns listade i Catalogue of Life.